# Tandvård i Sverige
Tandvård i Sverige bedrivs i dag dels av Folktandvården, dels av privattandläkare. Privattandläkarna är oftast enskilda fristående kliniker men några kedjebildningar har uppkommit sedan slutet av 1990-talet. Det finns ett tiotal odontologiska yrkesföreningar i Sverige varav nio utgör odontologiska specialiteter. 

## Historik
För tandläkarkonsten blev 1800-talets förra hälft en genombrottstid. Då fick Sverige en legitimerad tandläkarkår. Redan år 1797 ställde en kunglig instruktion tandläkarkonstens utövare under kontroll av Collegium medicum. Det påbjöds nämligen i en paragraf av instruktionen: "För öfrigt måga ej oexaminerade så kallade Operateurer, som tro sig kunna operera på ögon, för Bråk, Sten, Tänder eller annat dylikt, få i Riket deras föregifne Konst utöfwa förr, än de sig hos Collegium anmält och der godkände blifwit."
Det dröjde dock två år innan någon av Stockholms tandoperatörer infann sig hos kollegiet för att "såsom dentist bliva examinerad". Men när den förste av dem kom – alltså år 1799 – hölls i närvaro av kollegiets ämbetsmän den första tandläkarexamen i Sverige. Protokollet från denna händelse lyder:
| ” | Företrädde Juden Joseph Nathan hwilken uppå derom gjord anhållan blef förhörd om de Sjukdomar som röra tänderna hwaruti han wäl ådagalade någon insikt och kunskap; men Kongl. Collegium fann sig dock böra erinra honom at ej allenast uti berörda kunskap sig widare förkofra utan ock flere och bättre Instrumenter sig förskaffa för at till allmänhetens nytta och säkerhet kunna begagna sig af det nådiga tilstånd han enligt Konungens Nådiga Resolution af den 12:te Junii 1794 äger at härutinnan betjena allmänheten. | „ |

Några särskilt framstående specialister blev det inte med sådana examina. Kung Karl XIV Johan hovtandläkare var exempelvis både "urmakare och dentist", och ännu på 1850-talet ägnade sig både metallarbetare och boktryckare åt yrket, huvudsakligen i att anbringa löständer. I början av 1860-talet förbättrades situationen, då en tandläkarkandidat skulle förete intyg om att kunna "plombera tänder med dels guld, dels kitt samt döva tandnerven medelst införande av en liten bomullssudd, fuktad med någon vätska". Han kunde också uppvisa en egenhändigt förfärdigad "luftmun", alltså en lösgom.
Först år 1897 fick odontologin i Sverige en vetenskaplig undervisningsanstalt i och med att Tandläkareinstitutet i Stockholm upprättades.

## Betalningssystem
Tandvården är avgiftsfri för barn och ungdomar till och med det år man fyller 23 år.
Fri prissättning råder inom tandvården. Priserna inom folktandvården beslutas av politikerna i respektive landsting medan privattandläkarna sätter sina priser själva. Folktandvården och de flesta privata aktörerna är anslutna till Försäkringskassan som betalar en del av kostnaden genom statligt tandvårdsstöd. Det statliga tandvårdsstödet beslutas av Tandvårds- och läkemedelsförmånsverket och består av följande delar:
- Ett högkostnadsskydd för tandvård gäller för alla patienter från och med det år då man fyller 24 år om man som anses vara bosatt i Sverige eller har rätt till förmåner enligt andra regler.[4]
- Det allmänna tandvårdsbidraget kan användas som delbetalning till bland annat undersökningar och förebyggande tandvård. Det allmänna tandvårdsbidraget är något högre för personer i åldrarna 24-29 år samt över 75 år än för åldrarna 30 till 75 år. Det årliga bidraget kan sparas två år.[5][6]
- Ett särskilt tandvårdsbidrag kan sökas av den som har ökat behov av tandvård till följd av sjukdom eller funktionsnedsättning.[7]

Det finns även ett tandvårdsstöd inom landstingens regi. I dessa fall betalar patienten hälso- och sjukvårdsavgift och sjukvårdens frikort gäller. De tandvårdsstöd som ges till hälso- och sjukvårdsavgift är tandvård vid långvarig sjukdom eller funktionsnedsättning, nödvändig tandvård vid stort omsorgsbehov, tandvård som ett led i en sjukdomsbehandling och oralkirurgiska åtgärder. Därutöver finns ett stöd för flyktingar och asylsökande för akut tandvård.
Abonnemangstandvård har lanserats i flera landsting och innebär avtal med tandläkaren om att få tandvård till ett fast pris under tre år. Systemet syftar till att gynna tandhälsan, eftersom det inte ger ekonomisk stimulans till reparativ tandvård (till exempel lagning av hål).

## Tandvårdslagen
Författningssamlingar:
De författningar som reglerar tandvården är:
- Tandvårdslagen (1985:125)
- Lagen (2008:145) om statligt tandvårdsstöd (STL)
- Förordningen (2008:193) om statligt tandvårdsstöd (STF)

- Se även fler länkar nedan

I tandvårdslagen anges att målet för tandvården är en god tandhälsa och en tandvård på lika villkor för hela befolkningen. I tandvårdslagen anges krav på tandvården. För att uppfylla kravet på god tandvård ska vården:
- Vara av god kvalitet och lägga särskild vikt vid förebyggande åtgärder
- Tillgodose patientens behov av trygghet i vården och behandlingen
- Vara lätt tillgänglig
- Bygga på respekt för patientens självbestämmande och integritet
- Främja goda kontakter mellan patienten och tandvårdspersonalen

Andra grundläggande krav som slås fast är att vården och behandlingen så långt det är möjligt ska utformas och genomföras i samråd med patienten samt att patienten ska få information om sitt hälsotillstånd och om de behandlingsmetoder som står till buds.

## Utbildning
En femårig tandläkarutbildning ges vid fyra svenska universitet:
- Tandvårdshögskolan vid Odontologiska fakulteten, Malmö universitet
- Göteborgs universitet
- Tandläkarhögskolan vid Karolinska institutet
- Tandläkarhögskolan i Umeå, Umeå Universitet

Utbildningen ger en yrkesexamen som sedan 2007 översätts till Degree of Master of Science in Dental Surgery, och berättigar också till en akademisk masterexamen som översätts till Master of Science (120 credits) in Dental Science.

### Tandläkare med utländsk utbildning
I och med att EU utvidgades blev det fritt för tandläkare inom EU/EES att arbeta var de vill inom unionen. Tandläkare med en examen utanför EES är skyldiga att ta en ettårig kurs på Karolinska i Stockholm. Därvid uppstod en möjlighet för utländska tandläkare att i Sverige konkurrera med Folktandvården och privattandläkarna. Till exempel drivs sedan 2005 en tandvårdsklinik i Stockholm med polska tandläkare som blivit validerade av Socialstyrelsen. Likadant är det i Malmö, Göteborg, samt Emmaboda (Småland).
Patienter inom EU blir alltmer rörliga och växande tandvårdsturism är en tydlig trend. Tandresor till specialister utomlands har blivit ett allt vanligare sätt för patienten att hålla sina kostnaderna nere.